# William Emlen Roosevelt
William Emlen Roosevelt (New York, 30 aprile 1857 – New York, 15 maggio 1930) è stato un banchiere statunitense.

## Biografia
Era il figlio di James Alfred Roosevelt, e di sua moglie, Elizabeth Norris Emlen.

## Carriera
È stato direttore della Chemical Bank di New York, della Gallatin National Bank e dell'Astor National Bank, e in seguito è stato membro dei consigli di amministrazione di Grand Hanover e Bank of New York. Era presidente del Roosevelt Hospital, fondato dal suo lontano cugino James H. Roosevelt. Fu un ufficiale della Guardia Nazionale per 16 anni, maggiore e quartiermastro della Prima Brigata. Roosevelt formò la Mexican Telegraph Company e la Central and South American Telegraph Company, e alla fine fu direttore dell'International Telephone and Telegraph Company.
Theodore Roosevelt e lui avevano una relazione molto stretta. Emlen non era interessato alla politica se non a sostenere suo cugino per cariche pubbliche, e Theodore, impegnato nella difesa della conservazione, aveva poco tempo per occuparsi di questioni finanziarie. Pertanto, il "cugino Emlen" era il consigliere finanziario di Theodore prima, durante e dopo la sua presidenza.

## Matrimonio
Nel 1883, sposò Christine Griffin Kean (1858–1936), figlia di John Kean. Ebbero cinque figli:
- Christine Kean Roosevelt (1884–1913), sposò James Etter Shelley[6][7];
- George Emlen Roosevelt (1887–1963), sposò in prime nozze Julia Morris Addison e in seconde nozze Mildred Cobb Rich[8];
- Lucy Margaret Roosevelt (1888–1914)[9];
- John Kean Roosevelt (1889–1974), sposò Elise Annette Weinacht[10][11];
- Philip James Roosevelt (1892–1941), sposò Jean S. Roosevelt[12][13].

## Morte
Morì nella sua residenza di New York il 15 maggio 1930.